# 施奈德岩
施奈德岩（英語：Schneider Rock）是南極洲的岩石，位於瑪麗伯德地，處於錫格林岩以北6公里的馬丁半島西部，在1947年1月由美國海軍拍攝空中照片，現時由南極條約體系管理。